# Schwäbische-Alb-Nordrand-Weg
Der Schwäbische-Alb-Nordrand-Weg (Hauptwanderweg 1, HW 1), auch Albsteig, ist ein Fernwanderweg des Schwäbischen Albvereins entlang der Nordseite der Schwäbischen Alb. Er führt in 25 Tagesetappen über insgesamt 365 Kilometer und über 8000 Höhenmeter von Donauwörth nach Tuttlingen und folgt dabei dem Albtrauf. Dadurch berührt er auch das Biosphärengebiet Schwäbische Alb der UNESCO.
Als Wegzeichen ist der Weg mit einem roten Dreieck gekennzeichnet, dessen Spitze in Richtung Tuttlingen weist. Parallel dazu verläuft der Schwäbische-Alb-Südrand-Weg.

## Geschichte
Der Schwäbische Albverein wurde am 13. August 1888 gegründet. Dieser Verein beschränkte sein Wirken zunächst auf die Wege am Albtrauf, also auf die Anlage des heutigen Hauptwanderweges 1 und seiner Zustiege. Bald dehnte sich das Arbeitsgebiet jedoch auf die gesamte Alb und auf ihr Vorland im Norden und Süden aus.

### Aussichtstürme am Weg
Verschiedene erste Aussichtstürme wurden nach und nach am Weg erstellt:
- 1889 wurde auf den Fundamenten des Bergfrieds der Burg Teck ein 31 Meter hoher Aussichtsturm mit angebauter Schutzhütte errichtet und am 1. September 1889 eingeweiht.
- 1897 übernahm der Schwäbische Albverein, der seit 1891 in Oberkochen eine Ortsgruppe hatte, einen kleinen Turm am Volkmarsberg und baute ihn zu einem 16 Meter hohen Aussichtsturm aus.
- 1898 folgte am Aalbäumle ein Turm mit einer Höhe von 10 Metern.
- 1913 wurde am Roßberg ein 28 Meter hoher Turm als Jubiläumsturm zum 25-jährigen Jubiläum des Schwäbischen Albvereins eingeweiht.
- 1928 entstand der 22 Meter hohe Raichbergturm in Vollbetonbauweise.

Manche Türme wurden inzwischen – zum Teil mehrfach – erneuert, verlängert, restauriert oder in wertigerem Material neu konstruiert.

### Wanderhütten am Weg
Auch Wanderhütten wurden am Weg oder in der Nähe des Weges errichtet:
- 1908 wurde auf der höchsten Kuppe des Kalten Feldes, der höchsten Erhebung der Ostalb, das Franz-Keller-Haus erstellt; der HW 1 (Stand 2023) führt nicht mehr direkt am Haus vorbei.
- 1923 wurde am Boßler das Boßlerhaus eingeweiht.[2]
- 1924 wurde eine 9,5 Meter lange und 6 Meter breite Albvereinshütte mit überdachtem Vordach auf dem Volkmarsberg eingeweiht.[3]
- 1926 wurden das Wasserberghaus auf dem bewaldeten Wasserberg und das Naturfreundehaus am Braunenberg (3 Kilometer neben dem heutigen HW 1) erbaut.
- 1928 wurde wenig unterhalb der höchsten Stelle des Raichberges das Nägelehaus errichtet.
- 1935 wurde vom Deutschen Alpenverein das Harpprechthaus erstellt (2 Kilometer vom heutigen HW 1 entfernt)
- 1972 bis 1975 wurde das Wanderheim Eninger Weide von der Ortsgruppe Eningen unter Achalm erbaut.

### Zertifizierter Wanderweg und Prädikatswanderweg
Der Schwäbische-Alb-Nordrand-Weg wurde am 2. September 2009 durch den Verband Deutscher Gebirgs- und Wandervereine als Qualitätsweg Wanderbares Deutschland zertifiziert. Seit 2012 wird er als Albsteig vom Verein Top Trails of Germany vermarktet.

### Beschilderungskonzept
Im Sommer 2014 hat der Schwäbische Albverein, neben seiner herkömmlichen Beschilderung, die Rechte an dem Beschilderungskonzept Schwäbische Alb übernommen. Namenstafeln an markanten Stellen, Aussichtspunkten, historischen Stätten, aber auch Kleindenkmalen sowie Orientierungstafeln, die dem Wanderer an Bahnhöfen und Parkplätzen zur ersten Orientierung dienen, ergänzen die Markierung auf dem Hauptwanderweg des Schwäbischen Albvereins.

## Etappen

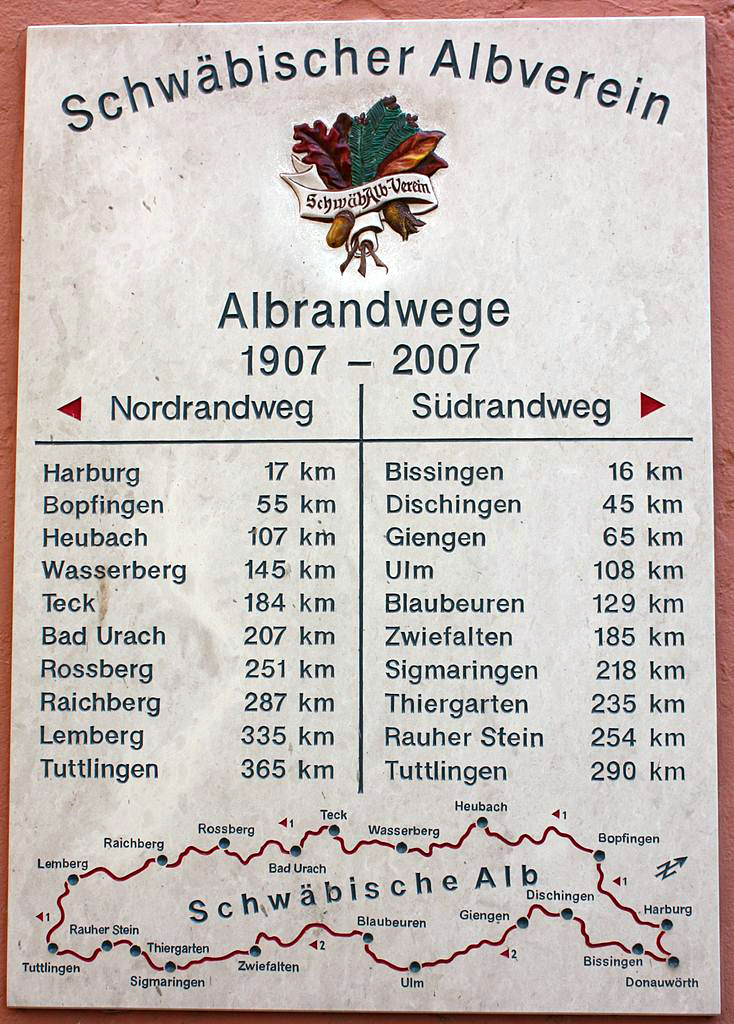
Startpunkt in Donauwörth

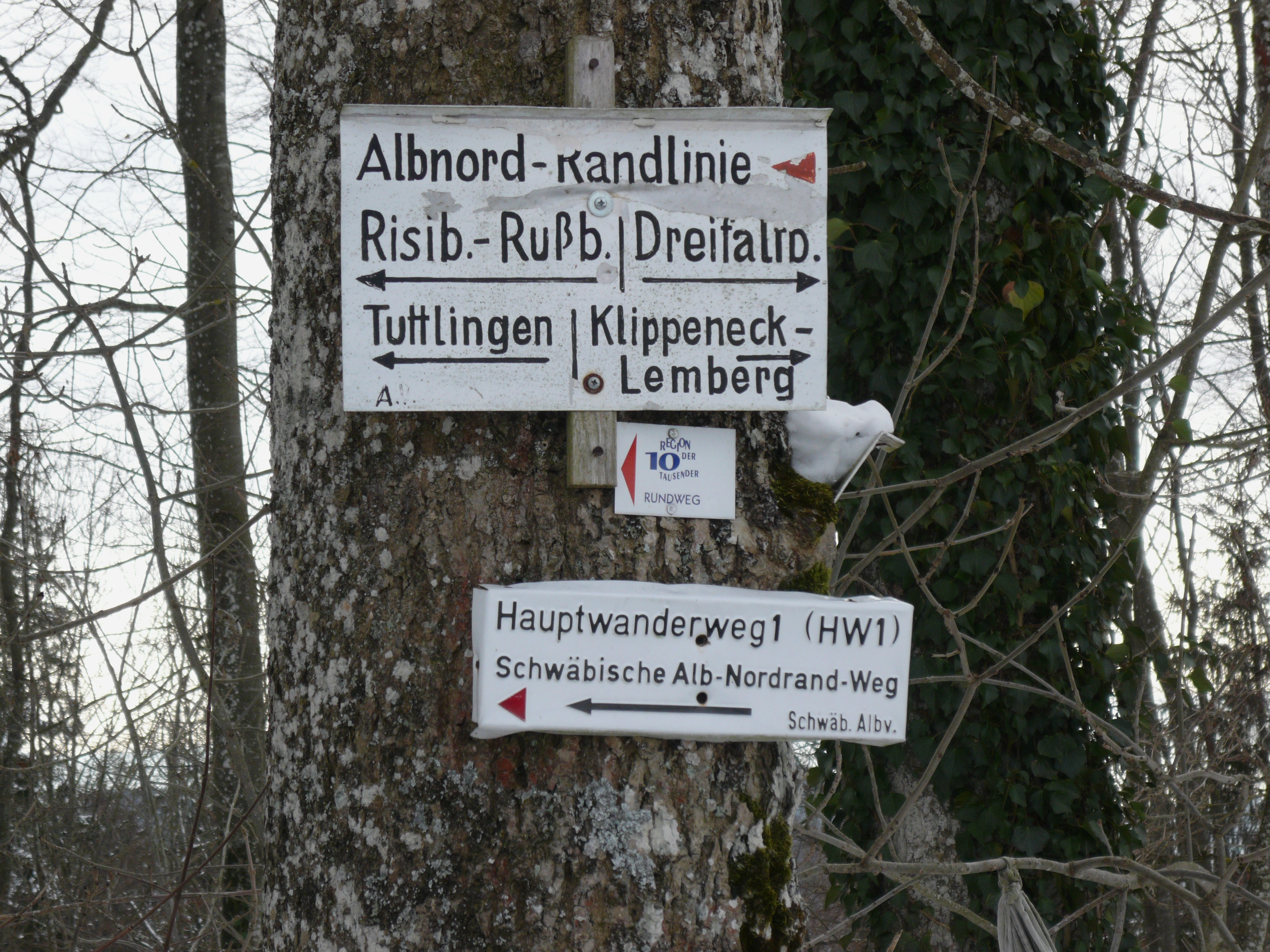
Wegweiser

1. Donauwörth – Wörnitzstein – Obere Reismühle – Burg Harburg (17 km)
2. Burg Harburg – Bockberg – Eisbrunn – Mönchsdeggingen (12 km)
3. Mönchsdeggingen – Karlshof – Christgarten – Schweindorf (15 km)
4. Schweindorf – Ohrengipfel – Schloßberg – Bopfingen (12 km)
5. Bopfingen – Jüdischer Friedhof Aufhausen – Tierstein – Hülen (11 km)
6. Hülen – Grünenberg – Kocherursprung – Unterkochen (17 km)
7. Unterkochen – Aalbäumle – Volkmarsberg – Lauterburg – Rosenstein – Heubach (24 km)
8. Heubach – Bargauer Kreuz – Lützelalb – Weißenstein (15 km)
9. Weißenstein – Messelstein – Kuchalb (12 km)
10. Kuchalb – Gingen an der Fils – Burren – Wasserberg (11 km)
11. Wasserberg – Fuchseck – Kornberg – Gruibingen (12,5 km)
12. Gruibingen – Boßler – Eckhöfe (8 km)
13. Eckhöfe – Ruine Reußenstein – Randecker Maar – Breitenstein – Rauber – Burg Teck (17 km)
14. Burg Teck – Owen – Erkenbrechtsweiler – Burg Hohenneuffen (11,5 km)
15. Burg Hohenneuffen – Burrenhof – Hülben – Bad Urach (10 km)
16. Bad Urach – Rutschenfelsen – Hohe Warte – Eninger Weide (11 km)
17. Eninger Weide – Stahleck – Holzelfingen (13 km)
18. Holzelfingen – Lichtenstein – Nebelhöhle – Genkingen – Roßberg (19 km)
19. Roßberg – Bolberg – Riedernberg – Talheim (12 km)
20. Talheim – Hirschkopf – Dreifürstenstein – Jungingen (18 km)
21. Jungingen – Hoher Berg – Hangender Stein – Raichberg (9 km)
22. Raichberg – Stich – Böllat – Burgfelden – Schalksburg – Laufen an der Eyach (19 km)
23. Laufen an der Eyach – Lochenhörnle – Lochenstein – Plettenberg – Ratshausen (17 km)
24. Ratshausen – Oberhohenberg – Lemberg – Gosheim – Klippeneck (17 km)
25. Klippeneck – Dreifaltigkeitsberg – Rußberg – Tuttlingen (19 km)

## Stationen des Nordrand-Weges

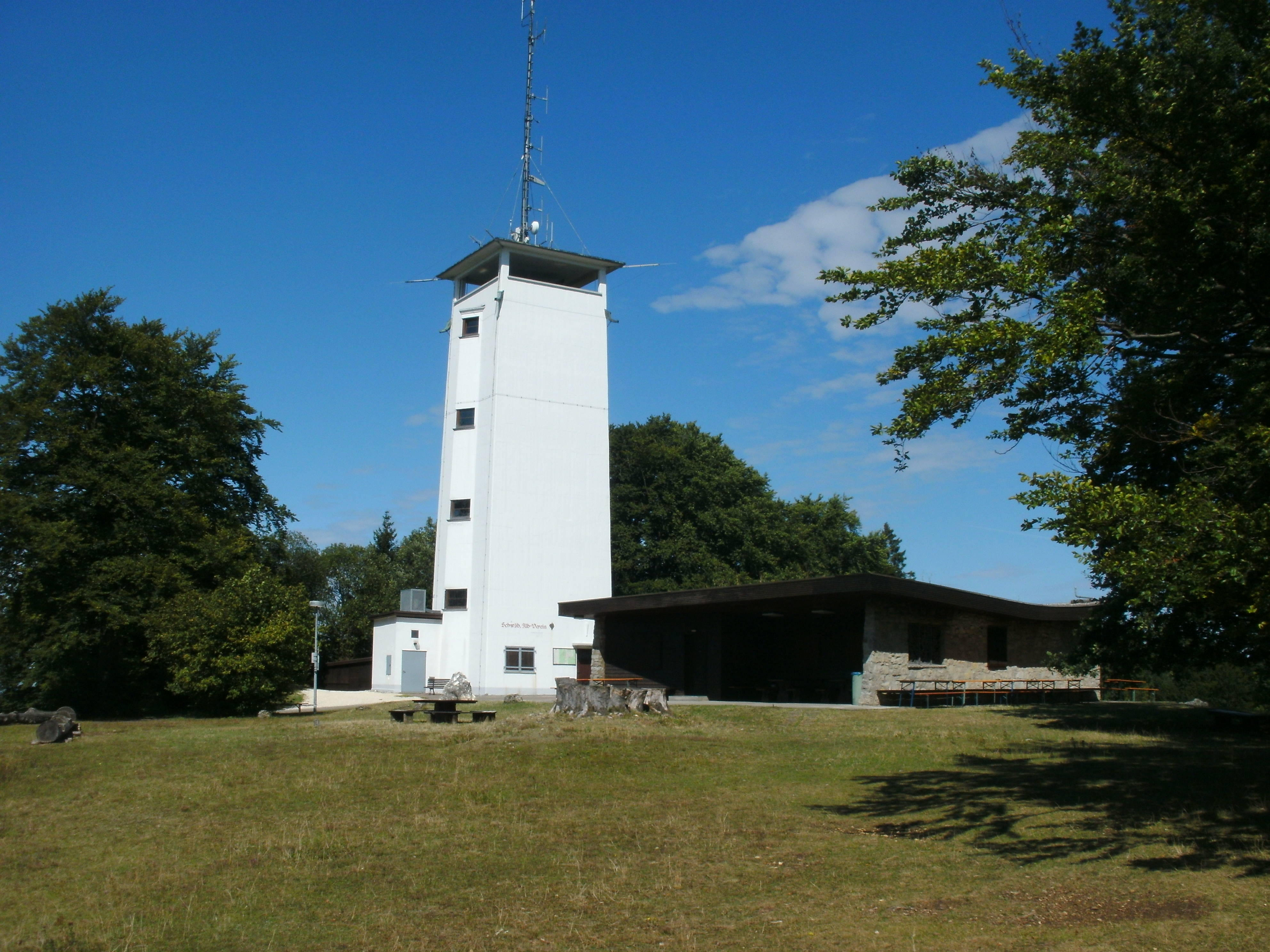
Der Volkmarsberg mit seinen 743 Höhenmetern ist einer der Höhepunkte des Weges.
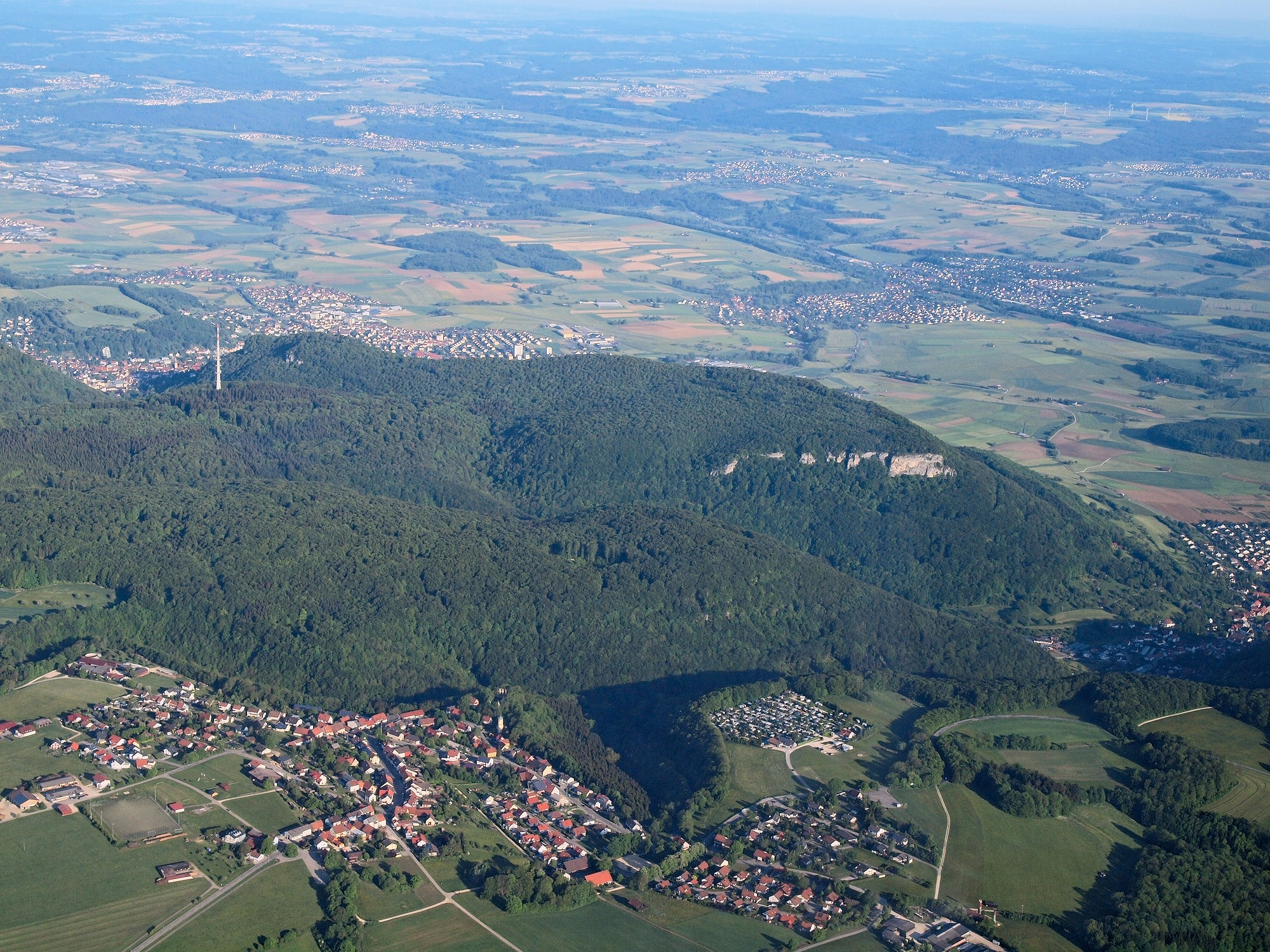
Von Lauterburg im Vordergrund leitet der Weg hinüber zum Rosenstein
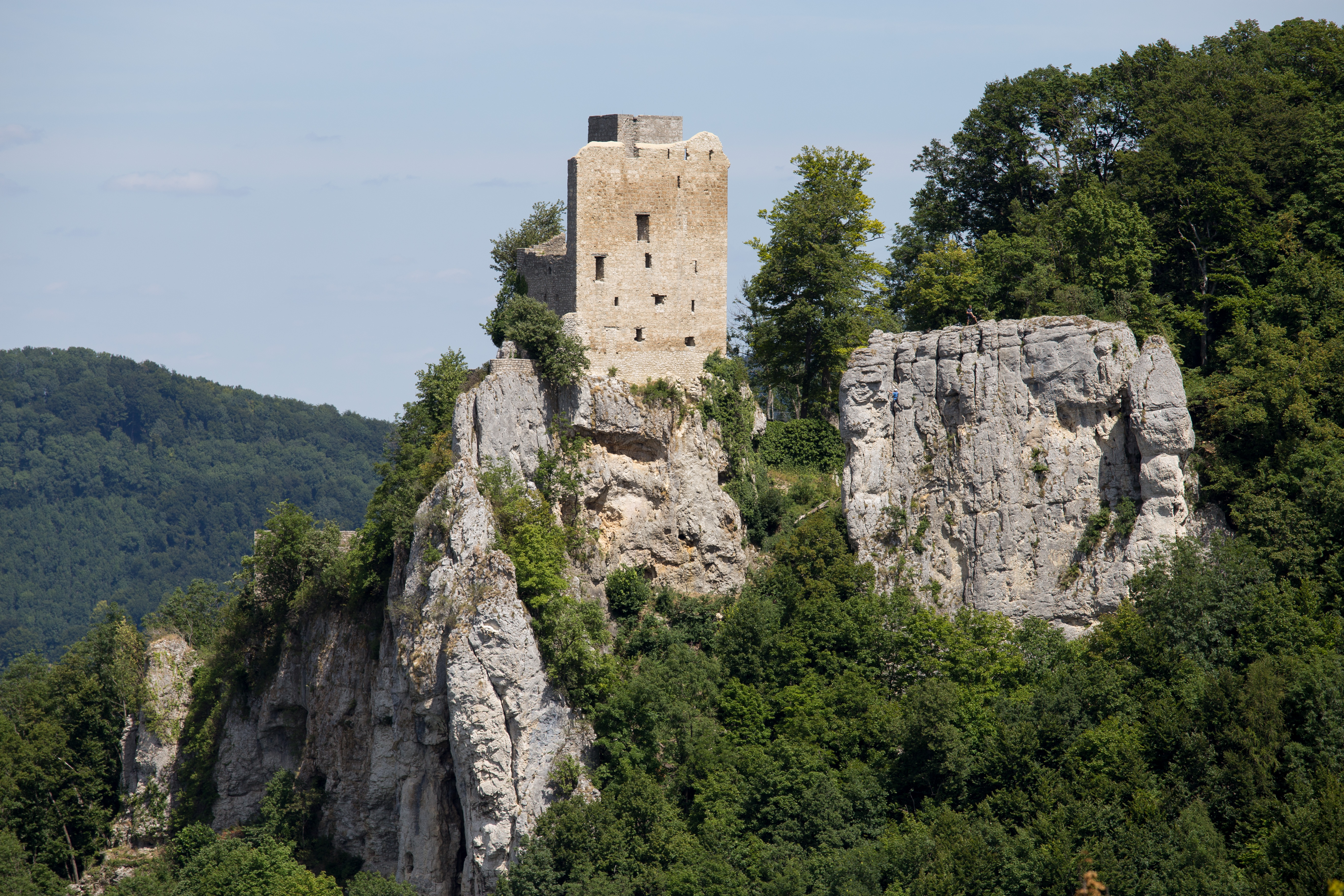
Die Ruine Reußenstein ist eine markante Burgruine, auf die der Hauptwanderweg zuführt
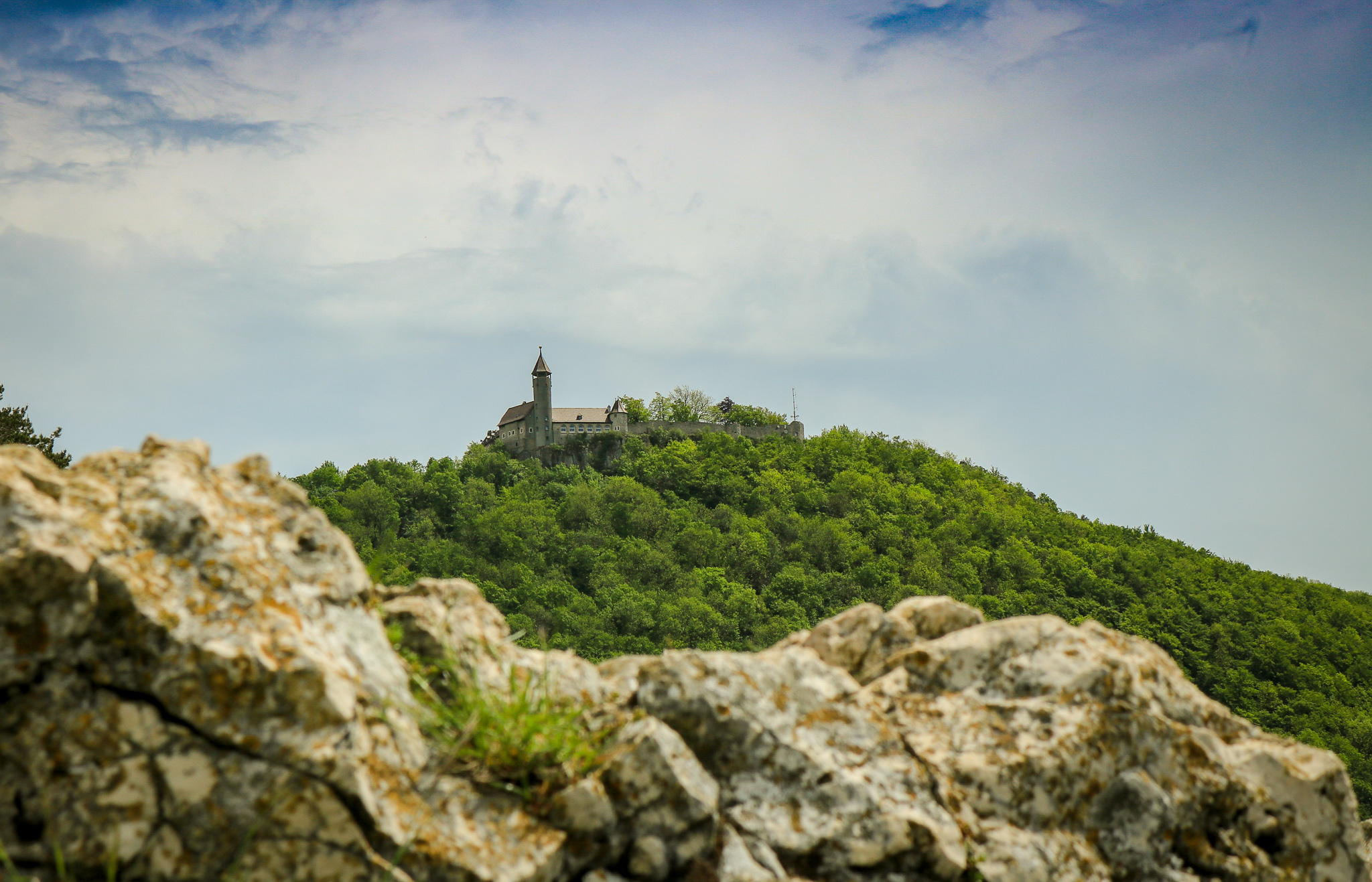
Burg Teck am Albtrauf
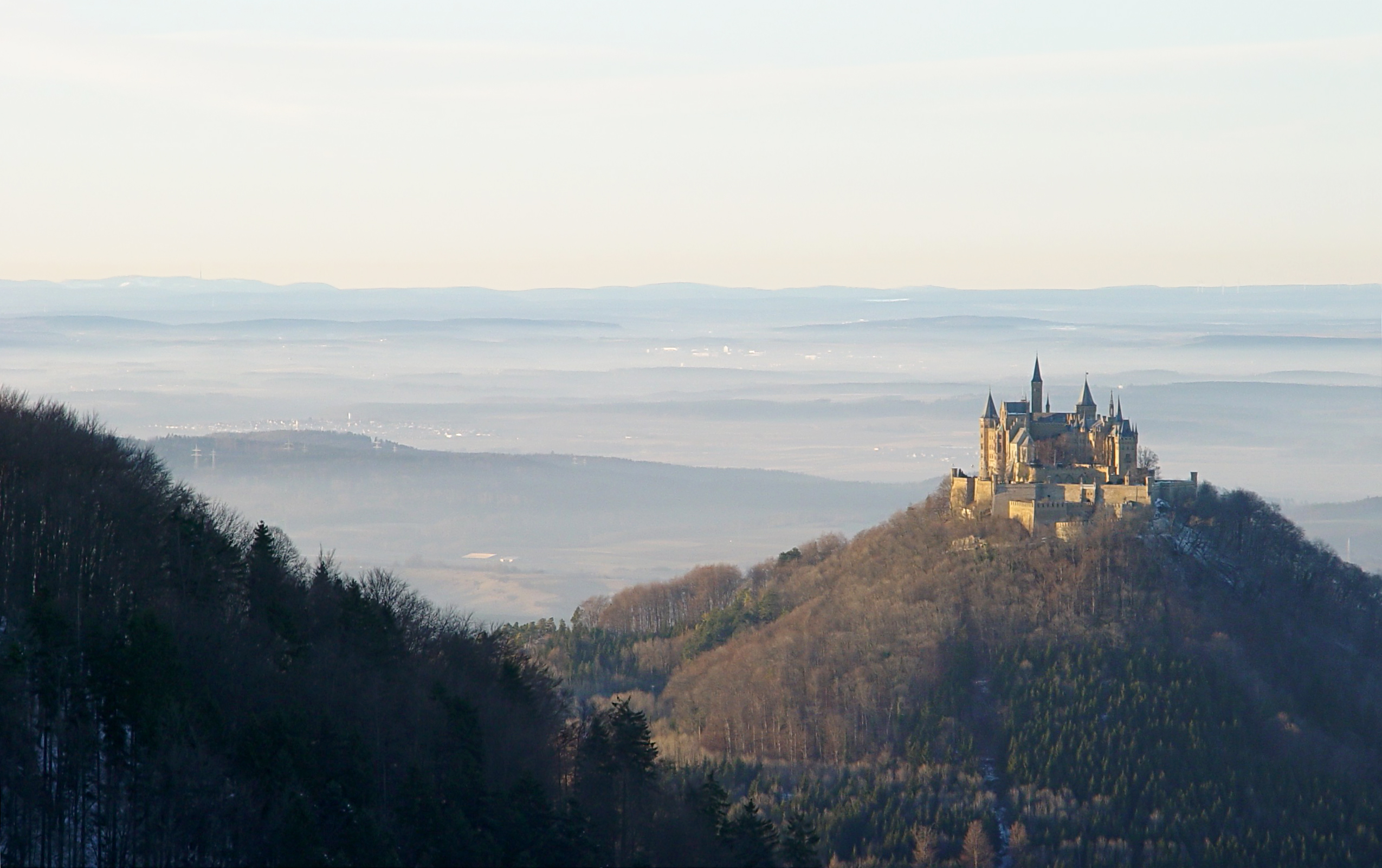
Blick vom Raichberg auf die Burg Hohenzollern
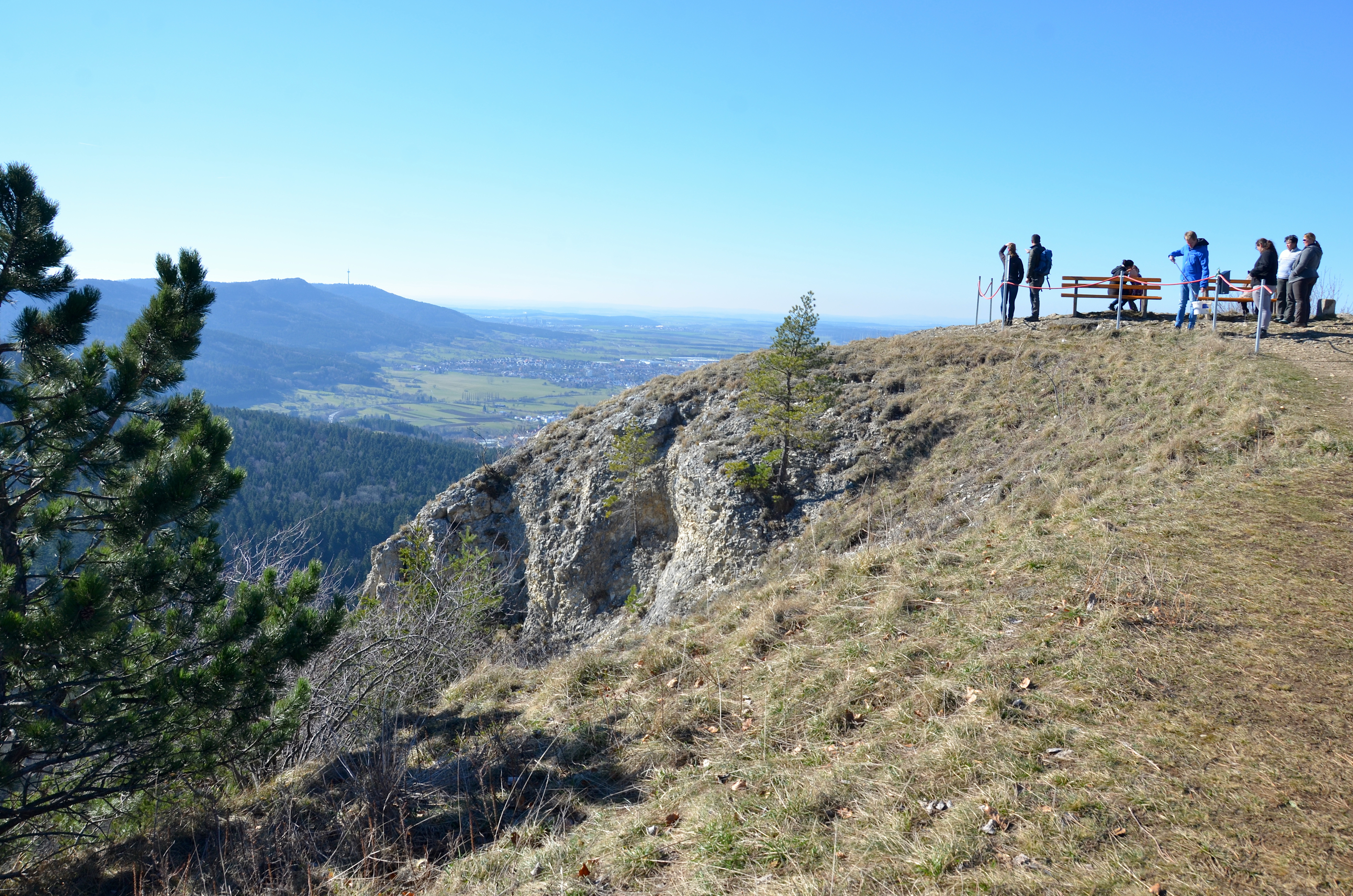
Der Albtrauf mit Schafberg und Plettenberg bei Balingen vom Böllat aus gesehen.
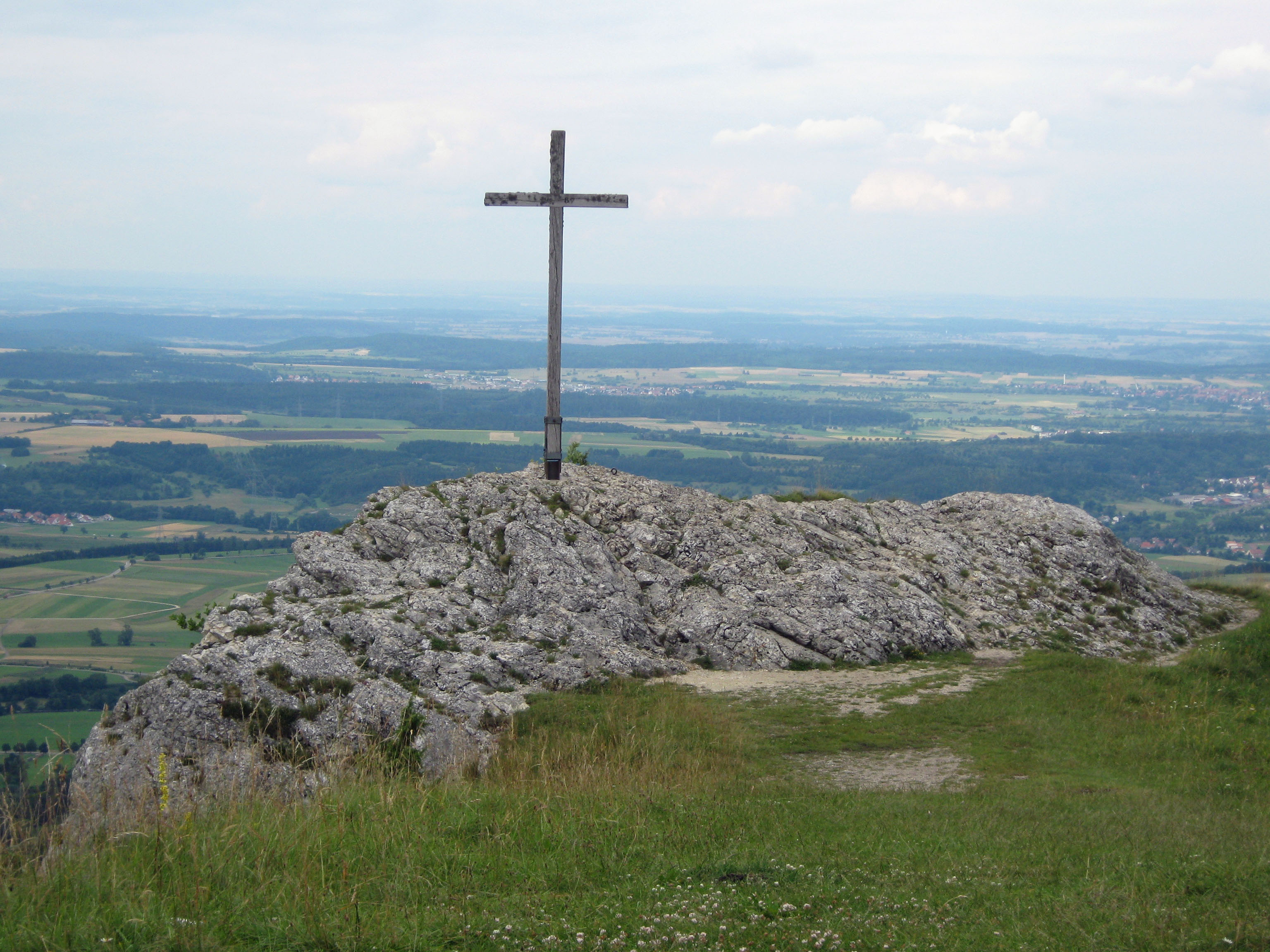
Der Lochenstein an der Lochen ist einer der seltenen Gipfel auf dem Weg, der mit einem Gipfelkreuz geschmückt ist
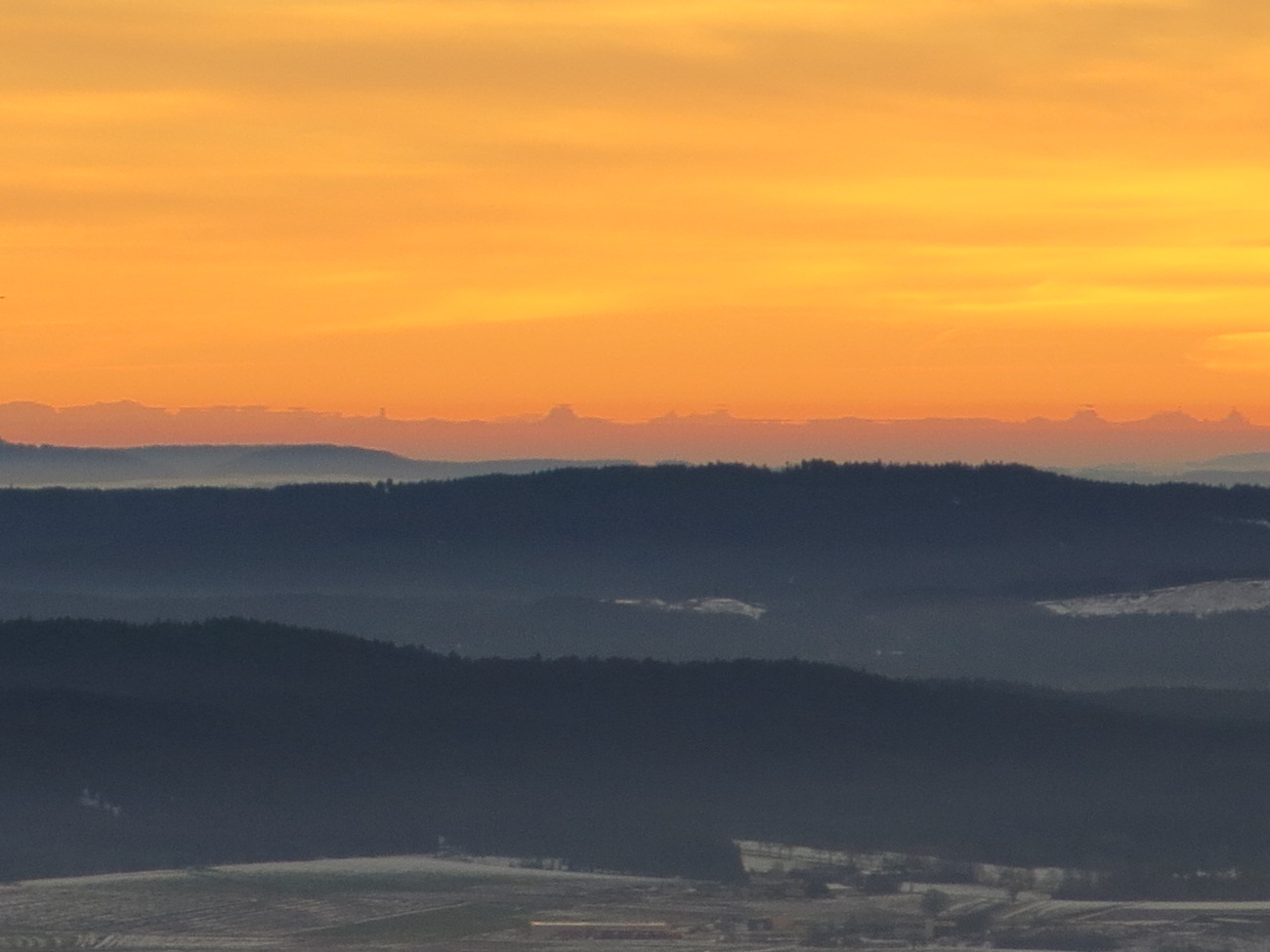
Weiteste Fernsicht Deutschlands: Blick vom Lembergturm zum 295 km entfernten Mont Blanc

## Parallelstrecke für Fahrradfahrer
Weil der Albvereinsweg in erster Linie für Wanderer angelegt wurde, schuf man einen Parallelweg. Der Alb-Crossing ist ein Fernradweg auf der Schwäbischen Alb, der, stets an der Kante des Albtraufs entlang, von Aalen bis Tuttlingen führt. Er überbrückt eine Distanz von 367 Kilometern und überwindet dabei 6940 Höhenmeter. Die gewählte Streckenführung respektiert die in Baden-Württemberg geltende Zweimeterregelung für Radfahrer, nach der das Befahren von Wegen, die schmaler als zwei Meter sind, untersagt ist. Deshalb meidet die Streckenanlage den parallel verlaufenden Schwäbische-Alb-Nordrand-Weg, der als Wanderweg angelegt ist.

## Anschlüsse
An den Schwäbische-Alb-Nordrand-Weg schließen verschiedene Wanderwege an oder kreuzen ihn:
- Donauberglandweg
- Fränkisch-Schwäbischer Jakobsweg
- Heuberg-Allgäu-Weg
- Karstquellenweg
- Main-Donau-Bodensee-Weg
- Martinusweg
- Via Beuronensis
- Schlichemwanderweg

## Wanderkarten
- Albsteig (HW1) : Schwäbische Alb-Nordrandweg, Donauwörth - Tuttlingen, Publicpress, Geseke 2017, ISBN 978-3-89920-740-8 - Leporello Wanderkarte, auf der der gesamte Wegverlauf dargestellt ist.
- Landesvermessungsamt Baden-Württemberg (Hrsg.): Schwäbische Alb Nordrandweg, Hauptwanderweg 1 (HW 1), Schwäbischer Albverein, 1:50.000, Landesamt für Geoinformation und Landentwicklung, Stuttgart 2008, ISBN 978-3-89021-766-6 – Dreiteiliges Kartenset, auf dem der gesamte Wegverlauf dargestellt ist.